# Omri
Cet article concerne le roi d'Israël. Pour la décoration italienne, voir Ordre du Mérite de la République italienne.
Omri, en hébreu עָמְרִי, est un roi d'Israël, père d'Achab et fondateur de la dynastie des Omrides. Omri signifie « ma vie» (voir Omer).

## Présentation
Selon la Bible, Omri est d'abord un général du roi Éla, mais ayant appris pendant le siège de Gibbetôn que Zimri venait d'assassiner ce prince et de s'emparer du royaume d'Israël, il se fait proclamer roi lui-même, marche contre l'usurpateur et l'oblige à se brûler dans son palais. Il a encore un autre rival, Tibni, qui lui dispute quatre ans la couronne. Mais celui-ci meurt à son tour et Omri reste le seul détenteur du pouvoir. Il règne douze ans, que l'on situe entre -885 et -874.
Omri réside pendant six ans à Tirtza, avant de bâtir la ville de Samarie et d'en faire la capitale de son royaume.